# 3953 Perth
3953 Perth је астероид главног астероидног појаса чија средња удаљеност од Сунца износи 2,261 астрономских јединица (АЈ).
Апсолутна магнитуда астероида је 13,6.